# Magura (безпілотний надводний апарат)
Magura V5 (Maritime Autonomous Guard Unmanned Robotic Apparatus V-типу; також «М́аґура») — український багатоцільовий надводний безпілотний човен, розроблений для ГУР Міністерства оборони України. Здатен виконувати спостереження, розвідку, патрулювання, пошуково-рятувальні роботи, протимінну боротьбу, охорону морського флоту, але передусім відомий за ударною роллю.
Дрон визнано найрезультативнішим під час російсько-української війни. Станом на липень 2024 року, завдяки цим дронам завдано вогневого ураження 14 російським кораблям, 8 з яких знищено повністю, таким чином, цим дроном було знищено найбільше кораблів росіян за час повномасштабної агресії. 

## Історія
У листопаді 2022 року український уряд анонсував розробку власного бойового надводного безпілотника дальністю до 800 км. Вперше його представили на виставці International Defence Industry Fair (IDEF) 2023 року в Стамбулі.
Першим українським відомством, яке зацікавилось розробкою безпілотних надводних апаратів, стала СБУ. Початково СБУ співпрацювала з приватною компанією для розробки своїх безпілотників першого покоління, але пізніше почала повністю самостійну розробку та створила безпілотники Sea Baby. Послугами початкового розробника дронів скористалось ГУР МО, що зрештою призвело до появи «Маґури».
Уперше човен було представлено на виставці International Defence Industry Fair (IDEF), яка проходила з 25 до 28 липня 2023 року в Стамбулі. 29 липня 2023 року вийшов репортаж CNN, який став підтвердженням того, що катер-камікадзе типу Magura V5 вже існує не тільки як виставковий зразок, але і як система, що повністю готова до застосування.
2 червня 2025 року представники Книги рекордів України офіційно зафіксували п’ять бойових рекордів, яких українська воєнна розвідка досягла завдяки застосуванню сімейства морських дронів MAGURA, та вручили офіційні сертифікати представникам ГУР.
Серед бойових рекордів:
- Перше у світі потоплення бойових кораблів морськими дронами
- Перше збиття бойового літака морським дроном
- Перше збиття повітряної цілі морським дроном
- Найбільшу кількість уражень бойових кораблів та катерів: у період із 2023 по 2024 рік ГУР МО України уразило 15 одиниць із корабельно-катерного складу чорноморського флоту РФ;
- Найбільшу кількість потоплених кораблів та катерів.

## Застосування

### 2023 рік
Першою ціллю морських безпілотників ГУР Magura V5 24 травня 2023 року став російський розвідувальний корабель «Іван Хурс», успішно атакований трьома дронами за 140 км на північний схід від протоки Босфор.
Патрульний корабель проєкту 22160 «Сергій Котов» було підбито двічі: 24 липня 2023 року та 13 вересня 2023 року.
10 листопада 2023 року разом з БТР-82 на борту потоплено десантний катер «Д-144 Серна». Того ж дня потоплено ще один російський десантний катер «Д-295 Акула».

### 2024 рік
1 лютого 2024 року шість безпілотників с атакували російський ракетний катер «Івановець». Він затонув, загинули всі члени екіпажу (приблизно 40 осіб). Було знищено кілька десантних катерів біля Чорноморського.
14 лютого 2024 року було потоплено великий десантний корабель «Цезарь Куніков» поблизу Алупки.
5 березня 2024 року спецпідрозділ ГУР «Group 13» потопив патрульний корабель Чорноморського флоту РФ «Сергій Котов» разом з гелікоптером Ка-29 за допомогою дрона Magura V5.
6 травня 2024 у Вузькій бухті було знищено швидкісний катер «РИФ-75». В атаці також узяв участь морський безпілотник з двома зенітними ракетами Р-73 на борту. Він вступив у бій з російськими гелікоптерами, запустив одну ракету з невідомим результатом, але був знищений.
30 травня 2024 ГУР підтвердило знищення двох російських катерів типу КС-701 «Тунець» за допомогою ударних морських дронів Magura V5.
У ніч з 8 на 9 серпня 2024 року поблизу населеного пункту Чорноморське у Криму воїни спецпідрозділу ГУР МО України «Group 13» за допомогою ударного морського дрона MAGURA V5 знищили швидкісний транспортно-десантний катер проекту КС 701 типу «Тунець», який росіяни використовували в окупованому Криму для патрулювання акваторії та логістики. Внаслідок операції пошкоджень також зазнали ще три плавзасоби загарбників. Їхній тип встановлюється.
31 грудня спецпідрозділ «Group 13» вперше в історії уразив повітряну ціль за допомогою морського дрона. Під час бою у Чорному морі в районі мису Тарханкут тимчасово окупованого Криму внаслідок застосування ракет Р-73 SeeDragon знищено російський гелікоптер Мі-8. Пізніше російська сторона через розшифрування радіоперехоплень підтвердила що, дрони Magura V5 знищили два російських Мі-8, загинуло 16 росіян.

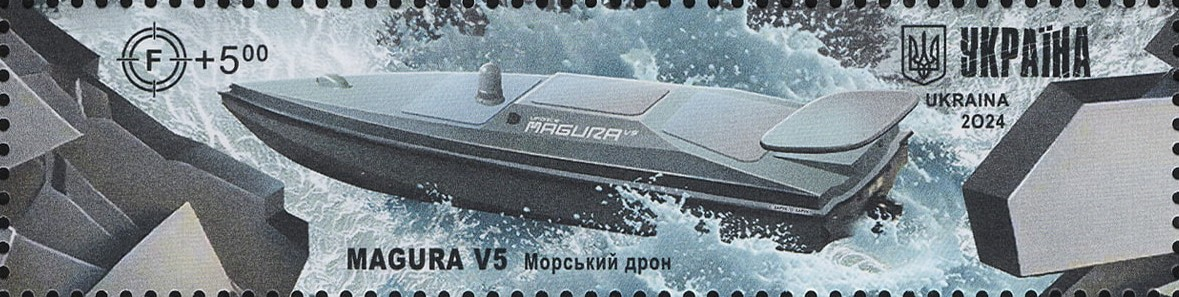
Марка «MAGURA V5. Морський дрон» із блоку «Зброя Перемоги. Made in UA», 2024 рік

### 2025 рік
2 травня 2025 року за 50 км від порту Новоросійська, спецпідрозділом ГУР МО України було збито російський винищувач Су-30. Удар здійснили воїни спецпідрозділу ГУР МО України «Group 13» ракетою AIM-9 з безпілотної морської платформи Magura V7. Це перший в історії випадок зі знищенням реактивного винищувача морським дроном. За словами російських пропагандистів, двоє пілотів катапультувалися, їх врятував екіпаж російського цивільного вантажного судна. Літак був у складі 43-го авіаційного штурмового полку Чорноморського флоту ВМФ РФ, який базується в окупованих Саках.

## Характеристики
| Характеристика          | Magura V5                           | Magura V7                                   |
| ----------------------- | ----------------------------------- | ------------------------------------------- |
| Довжина                 | 5,5 м                               | 7,2 м                                       |
| Корисне навантаження    | 320 кг                              | 650 кг                                      |
| Бойова частина          | 250 кг                              | Носій безпілотників та ракетного озброєння. |
| Максимальний радіус дії | до 400 морських миль                | до 540 морських миль                        |
| Максимальна швидкість   | 22 вузла                            | 39 вузлів                                   |
| Двигун                  |                                     | 270 к.с; дизельний                          |
| Озброєння               | Керована протиповітряна ракета Р-73 | Керована протиповітряна ракета AIM-9M/X     |